# Pão de cardamomo
Pão de cardamomo ou pulla (em finlandês) é um tipo de pão aromatizado com cardamomo. Geralmente enformado como pão ou como bundt (forma anelar), este bolo doce e aromático pode ser coberto com outros ingredientes. Quando a massa cresce, ela pode ser trançada, para deixá-la mais decorativa e festiva. Algumas variações comuns da receita são cobri-la com nozes picadas e cobertura de baunilha; adicionar uvas passas à massa; versões com canela, manteiga e/ou açúcar são chamadas de voisilmäpulla, e cobertas ou recheadas com frutos, geléias ou coalhadas aromatizadas são rahkapulla. Pães e bolos com aroma de cardamomo (finlandês: pulla ou nisu; em sueco:  kardemummabröd, kardemummabullar) são comumente consumidos na Finlândia e Suécia. Eles geralmente são acompanhados por café ou chá.
O cardamomo é um tempero usado em vários países nórdicos em receitas como bolos, biscoitos e bolachas, incluindo os tradicionais bolos de Natal da culinária da Finlândia.

## Pulla
Pulla (em sueco bulle ou kanelbulle) é um pão  levemente doce finlandês aromatizado com sementes de cardamomo amassadas e, ocasionalmente, passas ou fatias de amêndoas. Pães trançados (pitko) são feitos a partir de três ou mais fios de massa, e a massa trançada pode ser disposta em um formato de anel. Os pitko são tipicamente cobertos com manteiga derretida e, então, polvilhados com açúcar branco ou amêndoas. Outros tipos de pulla incluem pequenos pães de formato redondo com cobertura de manteiga e açúcar, e caracóis de canela grandes chamados korvapuusti. O exterior do alimento geralmente tem uma cobertura marrom e brilhante, formada por uma mistura de clara de ovo, leite ou uma mistura de açúcar e café.
O pitko é normalmente servido em fatias finas acompanhado de café, mas também pode ser visto em ocasiões especiais.
O pulla também é comum na Península Superior de Michigan e no norte de Ontário, áreas nos Estados Unidos e Canadá que possuem grandes comunidades de finlandeses. Lá é conhecido como nisu, uma palavra do Finlandês antigo que ainda está em uso com o mesmo significado em alguns dialetos, apesar de originalmente simplesmente ter significado "trigo".